# Ordinariato militar de Italia
El ordinariato militar de Italia (en italiano: Ordinariato Militare per l'Italia) es una circunscripción eclesiástica de la Iglesia católica en Italia. Se trata de un ordinariato militar latino, inmediatamente sujeto a la Santa Sede. Desde el 10 de octubre de 2013 el ordinario militar es el arzobispo Santo Marcianò.

## Territorio y organización
El ordinariato militar tiene jurisdicción personal peculiar ordinaria y propia sobre los fieles católicos militares de rito latino (y otros fieles definidos en los estatutos), incluso si se hallan fuera de las fronteras del país, pero los fieles continúan siendo feligreses también de la diócesis y parroquia de la que forman parte por razón del domicilio o del rito, pues la jurisdicción es cumulativa con el obispo del lugar. Los cuarteles y los lugares reservados a los militares están sometidos primera y principalmente a la jurisdicción del ordinario militar, y subsidiariamente a la jurisdicción del obispo diocesano cuando falta el ordinario militar o sus capellanes. El ordinariato tiene su propio clero, pero los obispos diocesanos le ceden sacerdotes para llevar adelante la tarea de capellanes militares de forma exclusiva o compartida con las diócesis. El clero del ordinariato militar italiano está alistado en las fuerzas armadas y los sacerdotes son tratados como oficiales. Desde el punto de vista civil, la ley de 22 de abril de 2021, n. 70, Código del Orden Militar, regula también el estatuto jurídico, la promoción profesional y el tratamiento económico del ordinario, del vicario general y de los capellanes militares.
Según los Estatutos del Ordinariato militar en Italia, aprobados por la Santa Sede el 6 de agosto de 1987:

Art. 1. Pertenecen al Ordinariato y están sujetos a la jurisdicción del Ordinario Militar los que, bautizados en la Iglesia Católica o acogidos en ella, forman parte del sistema militar en diversos cargos.

En particular, son:

los que prestan el servicio militar, ya sea temporal o continuo; el personal civil al servicio de la Administración Militar, es decir, los miembros de las familias de los soldados en servicio continuo y del personal civil al servicio de la Administración Militar, es decir, cónyuges e hijos, incluidos; los adultos si aún viven juntos, así como los parientes y sirvientes si, igualmente, viven en la misma casa los que prestan su servicio dentro del Palacio del Quirinal y las residencias que forman parte de la dotación del Jefe del Estado, estudiantes de escuelas, academias e; institutos de formación militar; soldados católicos de otros países que residen y operan en Italia si carecen de capellán militar; –los fieles (sacerdotes, miembros de institutos religiosos o de sociedades de vida apostólica, laicos) que ejercen permanentemente un servicio que les ha sido confiado por el Ordinario Militar. Entre ellos, en particular, cabe mencionar a los sacerdotes colaboradores, a las monjas empleadas en los hospitales militares y a los miembros de la Asociación PASFA. Por tradición consolidada, el Ordinariato Militar sigue el amplio movimiento de Asociaciones del Ejército que solicitan la presencia y asistencia espiritual de los Capellanes Militares. Cada iniciativa local es acordada con los obispos diocesanos.

La sede del ordinariato militar se encuentra en la ciudad de Roma, en donde se halla la Catedral de Santa Caterina a Magnanapoli (o iglesia principal), la iglesia del Santísimo Sudario de los Piamonteses (iglesia filial) y la basílica de Santa María de los Mártires o Panteón de Agripa.
En 2021 en el ordinariato militar no existían parroquias, pero sí 16 zonas pastorales geográficas.
El nombramiento del ordinario se realiza mediante una consulta confidencial entre la Santa Sede, que propone los nombres, y el gobierno italiano, que debe proceder al nombramiento por decreto del presidente de la República a propuesta del presidente del Consejo de Ministros y de los Ministros de Defensa y del Interior. En caso de desacuerdo sobre el nombre sugerido, se hace una nueva designación confidencial hasta que se llegue a un acuerdo. El ordinario militar, un arzobispo, asume el grado de general del Cuerpo de Ejército.
La atribución del oficio de asistencia espiritual a las fuerzas armadas implica que la prestación (o el acto de atribución del oficio) normalmente debida a la autoridad eclesiástica es sustituida por un igual derecho del Estado, ya que el oficio en cuestión no puede ser considerado sic et simpliciter como un eclesiástico, sino más bien un oficio del Estado al que la autoridad pública otorga la facultad jurisdiccional eclesiástica adscrita.
El ordinario militar (que asume el rango militar de general de cuerpo de ejército) está asistido en su actividad por un vicario general (que reemplaza al ordinario en sus funciones con carácter representativo, lo asiste en la acción, toma su lugar en caso de impedimento o ausencia asume el rango de general de división) y 5 vicarios episcopales (uno para cada una de las Fuerzas Armadas de Italia: Ejército Italiano, Marina Militar, Aeronáutica Militar, Arma de Carabineros y la Guardia de Finanzas como fuerza de policía militar). A nivel territorial las funciones de asistencia espiritual son realizadas por capellanes coordinados por los decanos o vicarios zonales. Los capellanes tienen jurisdicción de tipo parroquial.

## Historia
Antes del nacimiento del Reino de Italia, en los estados previos a la unificación de Italia el cuidado espiritual de los soldados estaba confiado a capellanes militares que formaban parte de la organización militar. En el Reino lombardo-véneto, antes de las guerras del Resurgimiento, estaba vigente el sistema austriaco; en 1803 la República napoleónica italiana reinstaló a los capellanes militares en el ejército. En el Ducado de Parma y Placenza desde 1816 el regimiento de línea tenía un teniente capellán; en 1839 había tres capellanes en el Gran Ducado de Toscana; en los Estados Pontificios el cargo de capellán mayor fue establecido por el papa Pío IX en 1850; en el Reino de las Dos Sicilias, hasta 1861 era el rey quien nombraba a los capellanes y el capellán mayor tenía jurisdicción cuasi episcopal.
Con la Unificación de Italia, el papel de los capellanes militares se introdujo regularmente en las recién formadas fuerzas armadas unitarias y en 1865 la fuerza del clero castrense del Reino de Italia era de 189 capellanes. Tras la Toma de Roma, las leyes italianas condujeron a una eliminación progresiva, y en 1878 definitiva, de los capellanes.
Fue la circular del 12 de abril de 1915 firmada por el general Luigi Cadorna, en la inminencia de la entrada de Italia en la Primera Guerra Mundial, la que reintrodujo los capellanes militares. A continuación, la Congregación para los Obispos, con un decreto del 1 de junio de 1915, nombró al primer obispo de campo, colocándolo a la cabeza de todos los capellanes militares en Italia, Angelo Bartolomasi. El gobierno italiano asignó el rango de mayor general al obispo castrense y el rango de teniente a los capellanes. En 1918 había 2738 capellanes militares: 1350 trabajando en el frente, 742 ubicados en hospitales territoriales, 18 en la reserva, 591 capellanes auxiliares en hospitales territoriales, 37 en la Marina. Hasta 435 capellanes militares recibieron la Medalla al Valor Militar; 110 sacerdotes siguieron sus tareas hasta los campos de prisioneros y 93 murieron
Al final del conflicto, Bartolomasi pidió a cada capellán un informe final sobre su actividad. De ellos, todavía se conservan 180, recientemente recogidos en un volumen sobre el papel de los capellanes militares en la Primera Guerra Mundial. Giovanni Minozzi, capellán militar también durante la guerra ítalo-turca, fundó en 1918 la Opera nazionale per il Mezzogiorno d'Italia, junto con el sacerdote barnabita Giovanni Semeria, para acoger a los niños huérfanos de guerra.
En 1922 se volvió a abolir el papel del capellán militar, a excepción del servicio realizado para la recogida de los cadáveres de los caídos y la disposición de los cementerios de guerra.
Tras negociaciones entre la Santa Sede y el gobierno italiano, el ordinariato militar para Italia nació el 6 de marzo de 1925 con un decreto de la Congregación para los Obispos y aprobado por la ley italiana n°. 417 del 11 de marzo de 1926, asignándole la tarea de asistencia espiritual en las fuerzas armadas. Los Pactos de Letrán de 1929 y la posterior ley n°. 77 de 16 de enero de 1936 reiteraron su reconocimiento. Durante la Segunda Guerra Mundial, numerosos capellanes militares murieron en el ejercicio de su ministerio sacerdotal y muchos fueron condecorados con honores; algunos de ellos también estuvieron involucrados en la Resistencia, como Ettore Accorsi y Giuseppe Morosini. Además de ellos, capellanes como Giulio Facibeni y Carlo Gnocchi (proclamados beatos por la Iglesia católica) se ocuparon de obras asistenciales para quienes habían sufrido los graves signos de la guerra.
Con el nacimiento de la República Italiana, el ordinariato fue asimilado por la legislación republicana inicialmente con la ley n°. 1118 de 9 de noviembre de 1955, que contiene modificaciones a la ley n°. 77/1936, luego con la ley n°. 512 de 1 de junio de 1961, con sus modificaciones posteriores, hasta su incorporación al actual Código Militar de 2010, modificado nuevamente en 2012.
Mediante la promulgación de la constitución apostólica Spirituali Militum Curae por el papa Juan Pablo II el 21 de abril de 1986 los vicariatos militares fueron renombrados como ordinariatos militares o castrenses y equiparados jurídicamente a las diócesis, con posibilidad de erigir su propio seminario. Cada ordinariato militar se rige por un estatuto propio emanado de la Santa Sede y tiene a su frente un obispo ordinario nombrado por el papa teniendo en cuenta los acuerdos con los diversos Estados. 
A continuación, el 6 de agosto de 1987, la Santa Sede aprobó los estatutos del ordinariato militar italiano.
De 1996 a 1999 se celebró el primer sínodo de la Iglesia del ordinariato militar. En 1998 se fundó el seminario castrense, con sede en Roma.
La nueva legislación llegó con la ley de 22 de abril de 2021, n°. 70, de Ratificación del Canje de Notas entre la República Italiana y la Santa Sede sobre asistencia espiritual a las Fuerzas Armadas, hecho en Roma y en la Ciudad del Vaticano el 13 de febrero de 2018, aprobado definitivamente por la Sala de la Cámara el 14 de abril de 2021. El acuerdo sujeto a ratificación actualizó las normas relativas a la asistencia espiritual a las Fuerzas Armadas y al estatuto de los capellanes militares "a la luz de los acontecimientos históricos, políticos y normativos ocurridos a lo largo de los años y que han influido en las razones subyacentes".

## Estadísticas
Según el Anuario Pontificio 2024, el ordinariato militar tenía a fines de 2023 un total de 149 sacerdotes y 8 religiosas.
| Año                                                                             | Población            | Población | Población      | Sacerdotes | Sacerdotes    | Sacerdotes    | Bautizados por sacerdote | Diáconos permanentes | Religiosos | Religiosos | Parroquias |
| Año                                                                             | Bautizados católicos | Total     | % de católicos | Total      | Clero secular | Clero regular | Bautizados por sacerdote | Diáconos permanentes | Varones    | Mujeres    | Parroquias |
| ------------------------------------------------------------------------------- | -------------------- | --------- | -------------- | ---------- | ------------- | ------------- | ------------------------ | -------------------- | ---------- | ---------- | ---------- |
| 1999                                                                            |                      |           |                | 245        | 187           | 58            |                          |                      | 58         | 60         |            |
| 2000                                                                            |                      |           |                | 235        | 170           | 65            |                          |                      | 65         | 80         |            |
| 2001                                                                            |                      |           |                | 215        | 167           | 48            |                          |                      | 48         | 75         |            |
| 2002                                                                            |                      |           |                | 209        | 162           | 47            |                          |                      | 47         | 61         |            |
| 2003                                                                            |                      |           |                | 200        | 161           | 39            |                          |                      | 39         | 55         |            |
| 2004                                                                            |                      |           |                | 194        | 159           | 35            |                          |                      | 35         | 58         |            |
| 2013                                                                            |                      |           |                | 177        | 153           | 24            |                          |                      | 24         | 11         |            |
| 2016                                                                            |                      |           |                | 162        | 143           | 19            |                          |                      | 19         | 8          |            |
| 2019                                                                            |                      |           |                | 144        | 135           | 9             |                          |                      | 9          | 7          |            |
| 2021                                                                            |                      |           |                | 140        | 132           | 8             |                          |                      | 8          | 8          |            |
| 2023                                                                            |                      |           |                | 149        | 137           | 12            |                          |                      | 12         | 8          |            |
| Fuente: Catholic-Hierarchy, que a su vez toma los datos del Anuario Pontificio. |                      |           |                |            |               |               |                          |                      |            |            |            |

## Episcopologio

### Obispos castrenses
- Angelo Bartolomasi † (18 de julio de 1915-29 de octubre de 1922)

### Ordinarios militares

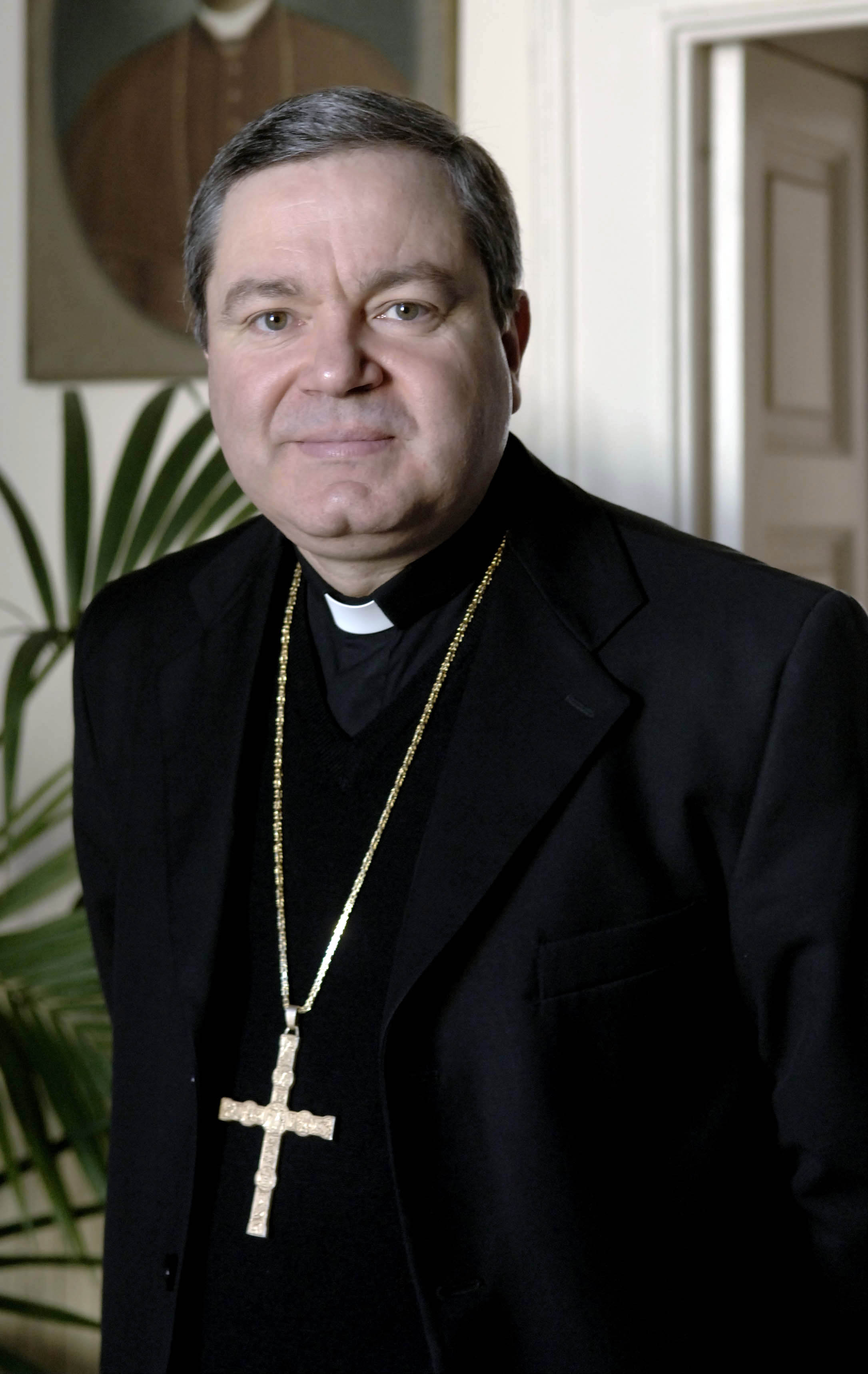
Santo Marcianò, ordinario militar entre 2013 y 2025.

- Michele Cerrati † (2 de marzo de 1923-21 de febrero de 1925 falleció)
- Camillo Panizzardi, C.S.I. † (6 de marzo de 1925-22 de abril de 1929 renunció)
- Angelo Bartolomasi † (23 de abril de 1929-1944 retirado) (por segunda vez)
- Carlo Alberto Ferrero de Cavallerleone † (28 de octubre de 1944-4 de noviembre de 1953 renunció)
- Arrigo Pintonello † (4 de noviembre de 1953-1 de mayo de 1965 nombrado administrador apostólico de Velletri)
- Luigi Maffeo † (16 de enero de 1966-7 de mayo de 1971 falleció)
- Mario Schierano † (28 de agosto de 1971-27 de octubre de 1981 retirado)
- Gaetano Bonicelli (28 de octubre de 1981-14 de noviembre de 1989 nombrado arzobispo de Siena-Colle de Val d'Elsa-Montalcino)
- Giovanni Marra † (14 de noviembre de 1989-31 de enero de 1996 retirado)[nota 1]
- Giuseppe Mani (31 de enero de 1996-20 de junio de 2003 nombrado arzobispo de Cagliari)
- Angelo Bagnasco (20 de junio de 2003-29 de agosto de 2006 nombrado arzobispo de Génova)
- Vincenzo Pelvi (14 de octubre de 2006-11 de agosto de 2013 retirado)[nota 2]
- Santo Marcianò (10 de octubre de 2013-10 de abril de 2025; retirado)
- Gian Franco Saba, desde el 10 de abril de 2025.